# Rui Chenggang

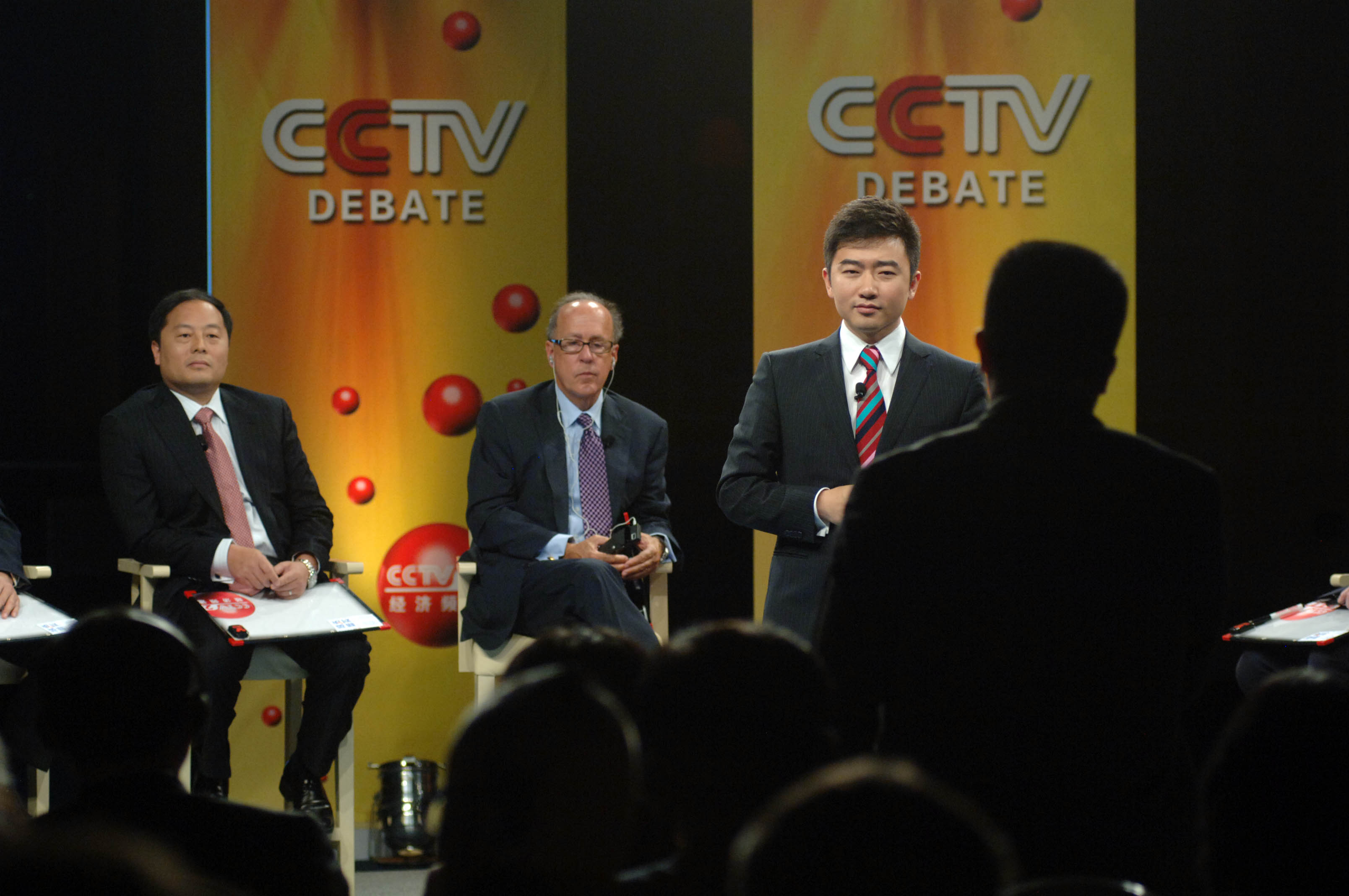
Rui Chenggang (Dritter v.l.) moderiert die CCTV Debate beim Annual Meeting of the New Champions des Weltwirtschaftsforums in Tianjin (2008)

Rui Chenggang  (* 24. September 1977 in Hefei, Anhui, Volksrepublik China) ist ein chinesischer Fernsehjournalist.

## Leben
Rui besuchte seit 1995 die Hochschule für Auswärtige Angelegenheiten in Peking, die er im Fach Internationale Wirtschaft abschloss. Im Jahre 2000 wurde er Mitarbeiter bei dem neu eingerichteten internationalen Fernsehkanal CCTV-9 des chinesischen Fernsehens China Central Television (CCTV). Im Jahre 2008 ging er zum Wirtschaftskanal von CCTV, zu CCTV-2 als Redakteur, Interviewer und Sprecher. In seinen Interviews hat er in den letzten sieben Jahren Politiker und Größen der Wirtschaft getroffen, wie z. B. Bill Clinton, Bill Gates und den IMF-Direktor Horst Köhler.
Rui ist Kolumnist in der Pekinger Tageszeitung Beijing Youth Daily und ein regelmäßiger Blogger. 2009 veröffentlichte er sein erstes Buch Life begins at 30.

## Verhaftung
Am 11. Juli 2014 wurde Rui aus bisher noch nicht klaren Gründen durch die Pekinger Staatsanwaltschaft verhaftet. Sein Platz in der allabendlichen Wirtschaftssendung von CCTV-2 blieb leer.

## Auszeichnungen und Ehrungen
- 2001: Global Leader for Tomorrow 2001, ausgezeichnet vom Weltwirtschaftsforum auf seinem Jahrestreffen in Davos, Graubünden, Schweiz.
- 2005: Yaale World Fellow der Yale University.
- 2010: Wurde Rui mit den drei wichtigsten chinesischen Fernsehpreisen ausgezeichnet. Einmal durch die Regierung, das Publikum und die Zeitschrift New Weekly.